# 16a cerimònia dels Lumières
La 16a cerimònia dels Lumières de la Premsa Internacional, va tenir lloc el 14 de gener de 2011 a l'Auditori de l'Ajuntament de París i estava presidit per François Berléand i moderat per la periodista Estelle Martin.

## Guanyadors i nominats
Els guanyadors s'indiquen en negreta.
| Millor pel·lícula - De déus i homes de Xavier Beauvois - Carlos d’Olivier Assayas - Gainsbourg, vie héroïque de Joann Sfar - L'escriptor de Roman Polanski - L’illusionniste de Sylvain Chomet                                                                                           | Millor director - Roman Polanski per L'escriptor - Mathieu Amalric per Tournée - Olivier Assayas per Carlos - Xavier Beauvois per De déus i homes - Joann Sfar per Gainsbourg, vie héroïque                                                                   |
| Millor actor - Michael Lonsdale pel paper de Frère Luc a De déus i homes - Lambert Wilson per De déus i homes i La Princesse de Montpensier - Romain Duris per L'homme qui voulait vivre sa vie i Els seductors - Éric Elmosnino per Gainsbourg, vie héroïque - Édgar Ramírez per Carlos | Millor actriu - Kristin Scott Thomas pel paper de Julia Jarmond a La clau de la Sarah - Juliette Binoche per Còpia certificada - Isabelle Carré per Tímids anònims - Catherine Deneuve per Potiche - Ludivine Sagnier per Pieds nus sur les limaces           |
| Millor actor revelació - Antonin Chalon pel paper de Lucas a No et moi - Aymen Saïdi per Dernier étage, gauche, gauche - Nahuel Perez Biscayart per Au fond des bois - Emile Berling per Le bruit des glaçons - Jules Pelissier per Simon Werner a disparu...                            | Millor actriu revelació - Yahima Torres pel paper de Saartje Baartman a Vénus noire - Lolita Chammah a Copacabana - Marie Féret a Nannerl, la sœur de Mozart - Nina Rodriguez a No et moi - Linda Doudaeva a Les Mains en l'air                               |
| Millor pel·lícula francòfona - Un homme qui crie de Mahamat Saleh Haroun - Orly de Angela Schanelec - Amer de Hélène Cattet et Bruno Forzani - Illégal d’ Olivier Masset-Depasse - Élève libre de Joachim Lafosse - Les amours imaginaires de Xavier Dolan                               | Millor guió - Roman Polanski i Robert Harris per L'escriptor - Rachid Bouchareb i Olivier Lorelle per Hors-la-loi - Géraldine Nakache i Hervé Mimran per Tout ce qui brille - Julie Bertuccelli per L'Arbre - Baya Kasmi i Michel Leclerc per Le Nom des gens |
| Millor fotografia - Caroline Champetier per De déus i homes | Premi del Públic Mundial (atorgat per TV5 Monde) - Illégal de Olivier Masset-Depasse |
| Lumière d'honor - Roman Polanski pel conjunt de la seva obra | |